# Двингер, Макс (фехтовальщик, 1870)
Маркус (Макс) Двингер (нем. Marcus (Max) Dwinger; 31 июля 1870, Леуварден — 12 августа 1939, Амстердам) — нидерландский фехтовальщик. Участник летних Олимпийских игр 1908 года.

## Биография
Макс Двингер родился 31 июля 1870 года в нидерландском городе Леуварден.
Выступал в соревнованиях по фехтованию за «Де Врейе Вапенбрудерс» («Свободные братья по оружию») из Амстердама.
В 1908 году вошёл в состав сборной Нидерландов на летних Олимпийских играх в Лондоне. В личном турнире шпажистов на первом групповом этапе поделил 4-6-е места, выиграв у Джека Блейка из Великобритании, завершив вничью поединки с Эйнаром Левисоном из Дании, Гастоном Ренаром из Бельгии и Иоганном Адамом из Германии, проиграв лидеру группы Жозефу Маресу из Франции. В показательном индивидуальном турнире рапиристов, в котором не разыгрывали медали, а ставили целью показать разные стили фехтования, существующие в разных странах, выступал в паре с Симоном Оккером из Нидерландов.
Умер 12 августа 1939 года в Амстердаме.

## Семья
Отец — Абрахам Двингер (1839—1918), мать — Пенина Хирш (1836—1910). Сёстры — Ребекка, Эстер, София, Мина, Флора, Мирьям.
Женился в возрасте 38 лет — его супругой стала 24-летняя Йоханна Хендрика Катарина Корнелия Адрианс, уроженка Амстердама. Их брак был зарегистрирован 2 декабря 1908 года в Амстердаме. На момент женитьбы был ювелиром.
Внук — Макс Двингер (род. 1943), нидерландский фехтовальщик. Участник летних Олимпийских игр 1960 года.